# Hypodryas mongolica
Hypodryas mongolica är en fjärilsart som beskrevs av Otto Staudinger 1892. Hypodryas mongolica ingår i släktet Hypodryas och familjen praktfjärilar. Inga underarter finns listade i Catalogue of Life.